# Joby Talbot

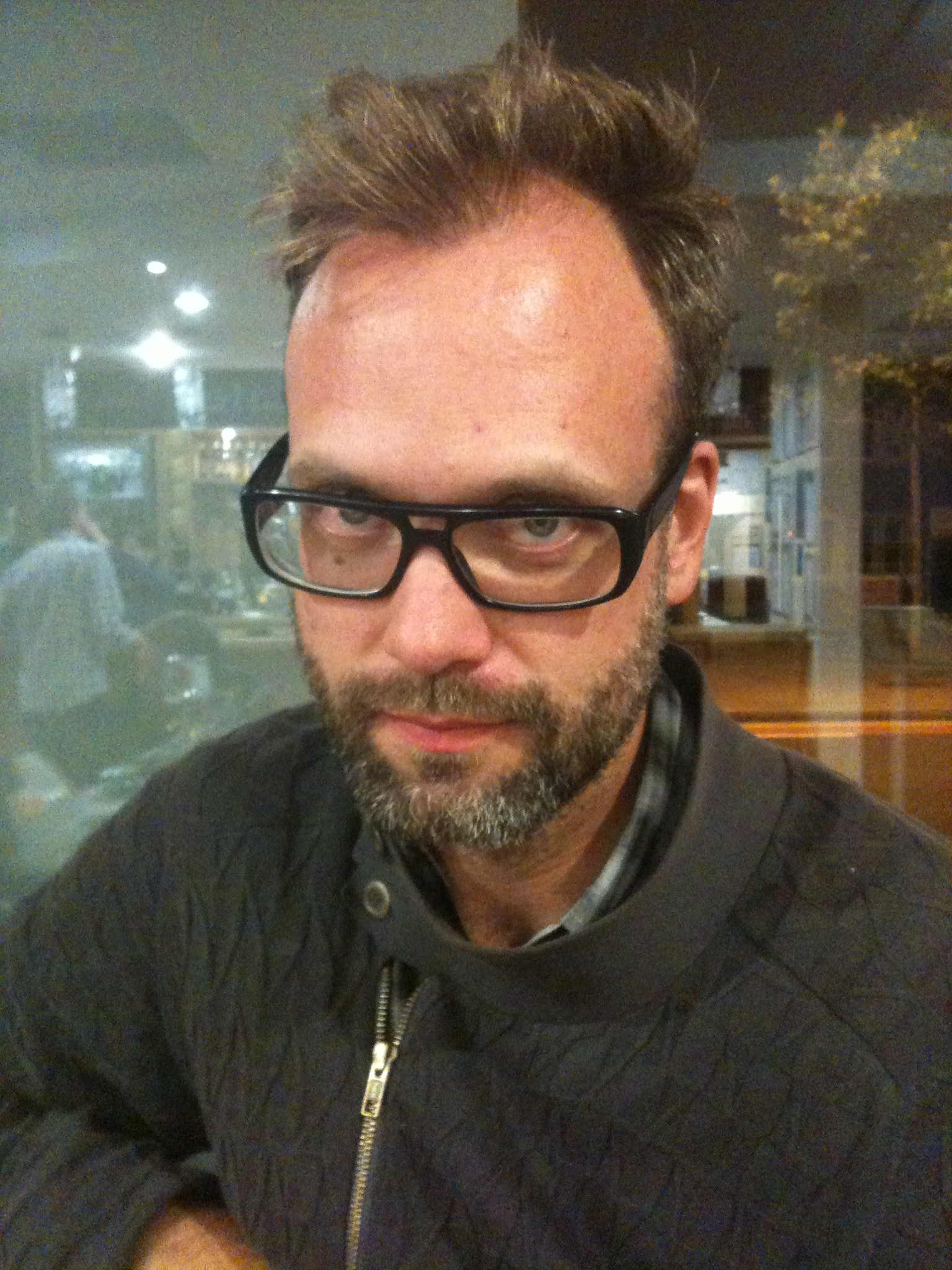
Joby Talbot (2011)

Joby Talbot (* 1971 in Wimbledon, London) ist ein britischer Komponist.
Bekannt wurde er durch seine musicalähnliche Filmmusik für Per Anhalter durch die Galaxis (The Hitchhiker’s Guide To The Galaxy) mit dem Titelsong So Long And Thanks For All The Fish. Seine Oper Everest über das Unglück am Mount Everest von 1996 wurde 2015 von der Dallas Opera uraufgeführt.

## Filmografie (Auswahl)
- 1999–2002, 2017: The League of Gentlemen (Fernsehserie, 22 Folgen)
- 2005: Per Anhalter durch die Galaxis (The Hitchhiker’s Guide to the Galaxy)
- 2006: Penelope
- 2007: Der Sohn von Rambow (Son of Rambow)
- 2007: Königreich Arktis (Arctic Tale)
- 2008: Franklyn – Die Wahrheit trägt viele Masken (Franklyn)
- 2008: Frontalknutschen (Angus, Thongs and Perfect Snogging)
- 2009: La Danse – Das Ballett der Pariser Oper (La danse)
- 2010: Burke & Hare
- 2011: Hunky Dory
- 2013: Unter Beobachtung (Closed Circuit)
- 2015: Alex the Vampire
- 2016: Sing
- 2020: Alice i Eventyrland (Fernsehfilm)
- 2021: Sing – Die Show deines Lebens (Sing 2)
- 2023: Wonka